# Crouttes

Crouttes este o comună în departamentul Orne, Franța. În 1 ianuarie 2022 avea o populație de 304 de locuitori.